# Сулейманов, Элин Эмин оглы
Элин Эмин оглы Сулейманов (азерб. Elin Emin oğlu Süleymanov); род. 1970, Баку) ― азербайджанский дипломат. Посол Азербайджана в Великобритании, Дании и Ирландии.

## Биография
Родился в 1970 году в Баку. Поступил на географический факультет Азербайджанского государственного университета, затем перевелся Москву на кафедру экономической и политической географии капиталистических стран географического факультета МГУ, которую окончил в 1992 г. 
В 1992 году окончил аспирантуру Московского государственного университета по специальности «политическая география». 
В 1994 году получил степень магистра государственного управления в Университете Толедо (Огайо).
Окончил Школу Флетчера по специальности «право и дипломатия» с акцентом на исследования в области международной безопасности и международного публичного права. Был первым азербайджанцем, который учился в школе Флетчера.
До поступления на дипломатическую службу работал в отделении Управления Верховного комиссара ООН по делам беженцев в Азербайджане. 
В 1995—1997 годах работал в Институте исследований открытых СМИ (Прага).

## Дипломатическая карьера
Являлся первым секретарём и атташе прессы посольства Азербайджана в США. 
Являлся старшим советником Департамента внешних связей Администрации Президента Азербайджана.
Генеральный консул Азербайджана в Лос-Анджелесе (США) в ранге чрезвычайного и полномочного посланника (14 ноября 2005 — 26 октября 2011).
Посол Азербайджана в США (26 октября 2011 — 26 июля 2021). Одновременно являлся постоянным наблюдателем от Азербайджана при Организации американских государств (2011 — 26 июля 2021).
Посол Азербайджана в Соединенном королевстве Великобритании и Северной Ирландии (с 26 июля 2021). Одновременно является послом Азербайджана в Ирландии и Дании (с 22 декабря 2021).
Владеет азербайджанским, английским, русским, турецким и чешским языками.

## Награды
- Медаль Бенджамина Франклина по международному сотрудничеству (2011 год)[12].
- Медаль «Thunderbird» (2012 год, Национальная гвардия штата Оклахома, США)[13].
- Премия Вагфа писателей и деятелей искусства тюркского мира (2013 год)[14].
- Премия «Почётный выпускник» университета Толедо (2013 год, Огайо, США)[15].